# Aeródromo de Bacubirito
El Aeródromo de Bacubirito (Código OACI: MM12 – Código DGAC: BCU) es un pequeño aeropuerto ubicado en la población de Bacubirito, Sinaloa y es operado por el ejido de San Pedro Bacubirito. Cuenta con una pista de aterrizaje de 1,516 metros de largo y 10 metros de ancho con gotas de viraje en ambas cabeceras. El aeródromo no tiene plataforma de aviación pavimentada sin embargo tiene terreno acondicionado para el aparcamiento de aeronaves. Actualmente solo se usa con propósitos de aviación general, pues es un importante punto para desarrollar la aviación agrícola, ya que el poblado de Bacubirito se encuentra en una región con altas capacidades para la plantación de diversas especies de comestibles, además el aeródromo también se encuentra disponible para recibir ayuda vía aérea en caso de desastres naturales.